# Eulophia tabularis
Eulophia tabularis är en orkidéart som först beskrevs av Carl von Linné d.y., och fick sitt nu gällande namn av Harry Bolus. Eulophia tabularis ingår i släktet Eulophia och familjen orkidéer. Inga underarter finns listade i Catalogue of Life.